# György Faludy
Œuvres principales
My Happy Days in Hell (1962)
György Faludy, connu dans les pays anglophones comme George Faludy (22 septembre 1910 à Budapest – 1er septembre 2006 à Budapest) est un poète, traducteur, écrivain, journaliste et professeur d’université juif hongrois.
Il est apprécié pour sa poésie,  ses écrits autobiographiques, son  travail de traducteur, et a reçu de nombreux prix littéraires, dont le prix Kossuth.
Faludy a mené une vie mouvementée. En 1938, devant la montée du nazisme en Hongrie, il fuit son pays et trouve refuge, tour à tour, en France, au Maroc, puis au États-Unis, où il s'enrôle, dans l’armée américaine, durant la Seconde guerre mondiale. À la fin de la guerre, il décide de retourner en Hongrie, où il est emprisonné pendant trois ans dans un camp de travail par le régime communiste. Après l’échec de la révolution de 1956, il se réfugie de nouveau en Occident,  où il s'installe dans différents pays, avant de  retourner, en 1988, vivre définitivement en Hongrie.
Faludy a été marié quatre fois. Toute sa vie, il a été un hédoniste, et un esprit non-conformiste.

## Biographie
György Faludy naît en 1910 à Budapest, dans une famille juive relativement aisée. Il s’appelle à sa naissance György Bernát József Leimdörfer,. Son père, Joachim Leimdörfer, est chimiste, professeur à une école supérieure industrielle. Avec toute sa famille, le jeune Faludy se convertit en 1923 au calvinisme. Il fait ses études au Lycée évangélique de Budapest, obtenant son diplôme de baccalauréat en 1928, puis il étudie aux universités de Vienne (1928-1930), Berlin (1930-1931), Paris (1932) et Graz (1932-1933). Ayant des convictions politiques de gauche, il adhère en 1931 au Parti social-démocrate de Hongrie. Dans les années 1933-1934, il fait son service militaire, le terminant comme sous-lieutenant de réserve.
Faludy commence à publier dans la revue Független Szemle, d’abord un article, puis des traductions de poèmes de François Villon. Ce sont plutôt des transpositions poétiques, puisqu’il y exprime également son propre être poétique, sa vision du monde, ses sentiments, s’affirmant déjà comme un non-conformiste, ce qu’il restera toute sa vie. Son premier volume, comprenant des transpositions poétiques de Heinrich Heine, est publié en Roumanie, à Cluj, en 1937. La même année, il essaye de faire publier un volume d’adaptations des ballades de Villon, mais aucun éditeur ne l’accepte, c’est pourquoi il le fait publier à compte d’auteur, obtenant un grand succès public. En même temps, il provoque une polémique retentissante dans le monde littéraire. Certains le critiquent pour avoir trahi Villon et l’accusent de pornographie à cause de ses audaces de langage, d’autres voient dans ces transpositions la propre poésie de Faludy, le considérant comme très talentueux. Bien qu’en 1938 il quitte la Hongrie, ce volume sera publié de nombreuses fois jusqu’en 1944, les autorités n’ayant rien contre Villon.
En 1937, Faludy se marie pour la première fois. En 1938, il publie un volume de ses propres poèmes, intitulé A pompeji strázsán (« De garde à Pompéi »). Il est proche du cercle de la revue Szép Szó (hu), dont l’un des rédacteurs en chef est son ami, le poète Attila József, mais il garde avec soin son indépendance.
Il quitte la Hongrie tout d’abord pour des raisons politiques, vu que le régime pro-nazi commence à persécuter les sociaux-démocrates et les Juifs, mais en même temps, il quitte sa femme. Il s’établit à Paris, où il fréquente la communauté des artistes hongrois émigrés, et fait la connaissance, entre autres, de Arthur Koestler. Devant l’invasion de la France par l’armée allemande, en 1940, il se réfugie dans un premier temps au Maroc, puis, en 1941, aux États-Unis, où il est le secrétaire du Mouvement hongrois libre et rédacteur de la publication Harc! (« Combat ! ») de celui-ci. En 1943, il s’enrôle dans l’armée américaine, étant d’abord envoyé faire des études universitaires, puis participant à des combats contre les Japonais. Il est démobilisé en 1945 avec le grade de caporal. Entre-temps, sa sœur cadette, restée en Hongrie, est tuée par des membres du Parti des croix fléchées.
Il retourne en Hongrie en 1946. Étant opposé au racisme, il dirige la démolition de la statue d’Ottokár Prohászka (en) (1858-1927), un évêque catholique antisémite. En 1947, il devient rédacteur au journal Népszava, organe du Parti social-démocrate, et publie son deuxième volume de vers, Őszi harmat után (« Après la rosée d’automne »). Le volume de ballades de Villon adaptées par lui arrive à sa 14e édition.
Après l’instauration du régime communiste stalinien en 1948, Faludy ne peut plus publier. En 1950, il est arrêté sur la base d’accusations inventées et détenu sans jugement d’abord dans le camp d’internement de Kistarcsa, puis dans celui de travail de Recsk. Il ne résisterait pas avec son physique inadapté aux conditions dures de la détention dans les caves de la police politique (ÁVH), puis dans les camps, s’il ne composait pas de poèmes dans sa tête. Il compose quatre vers, puis il les répète huit à dix fois. Quand il a huit vers, il répète ceux-ci également cinq ou six fois, et ainsi de suite, jusqu’à composer 40 vers qu’il s’impose par jour. Le matin, il répète tout ce qu’il a composé jusqu’alors, cent, cinq cents, mille vers, etc. Ceux qu’il considère comme les meilleurs, il les dit à ses camarades du camp, qui les apprennent à leur tour. Une autre forme de résistance intellectuelle est « l’université » que cultivent les intellectuels détenus en partageant leurs connaissances, et dont un animateur important est Faludy. Ses camarades témoigneront plus tard que le poète a été un soutien moral très important pour eux.
Il est libéré en 1953, après la mort de Staline, quand le premier gouvernement d’Imre Nagy, dans le cadre d’une relative libéralisation du régime, liquide le camp de Recsk. La même année, Faludy épouse la journaliste Zsuzsanna Szegő, avec qui il a un enfant. Jusqu’en 1956, il gagne sa vie en faisant des traductions.
Pendant la Révolution de 1956, il est actif dans L’Union des écrivains et au journal Népszava, après la défaite de celle-ci se réfugiant de nouveau de Hongrie avec sa famille. Il vit à Paris, puis à Londres et dans des villes plus petites d’Angleterre. En 1957, il devient le premier rédacteur responsable de la publication Irodalmi Újság (« Journal littéraire ») des intellectuels hongrois émigrés, puis reste son rédacteur jusqu’en 1961. En 1962 paraît son ouvrage autobiographique My Happy Days in Hell (publié en français sous le titre « Les Beaux jours de l’enfer »), où il évoque sa période de détention aussi. Sa femme meurt en 1963.
En 1965, Faludy s’établit à Florence, puis, en 1966, à Malte. Étant bisexuel, il commence une relation avec le danseur américain Eric Johnson, de 28 ans son cadet, qui sera son compagnon pendant 36 ans. Johnson aussi est poète. Il écrit des vers en latin également. En 1967, ils s’établissent au Canada, à Toronto. À partir de 1969, Faludy est professeur de littérature comparée européenne contemporaine à l’Université de Toronto. Au début des années 1970, il enseigne à l’Université Columbia de New York aussi. Il fait également des conférences à l’Université d'État de Montclair (New Jersey), à l’Université Thomas Jefferson de Philadelphie et à l’Université Bishop's de Sherbrooke (Québec). En 1972, il reçoit le titre de docteur honoris causa de l’Université de Toronto. À côté de son activité didactique, il collabore à plusieurs publications de l’émigration hongroise de diverses partie du monde, et au journal Toronto Star, avec des chroniques littéraires. En 1980, il publie un volume de vers à New York. Pendant ce temps, en Hongrie ses œuvres sont interdites, les fiches contenant son nom retirées des catalogues des bibliothèques mais, curieusement, il est traité et cité dans A magyar irodalom története (« Histoire de la littérature hongroise ») de 1981-1986.
Pendant quelques années (les sources ne précisent pas de quand jusqu’à quand), il est marié pour la forme avec Lili Erényi, propriétaire d’une entreprise de tissage de tapis de Tanger.

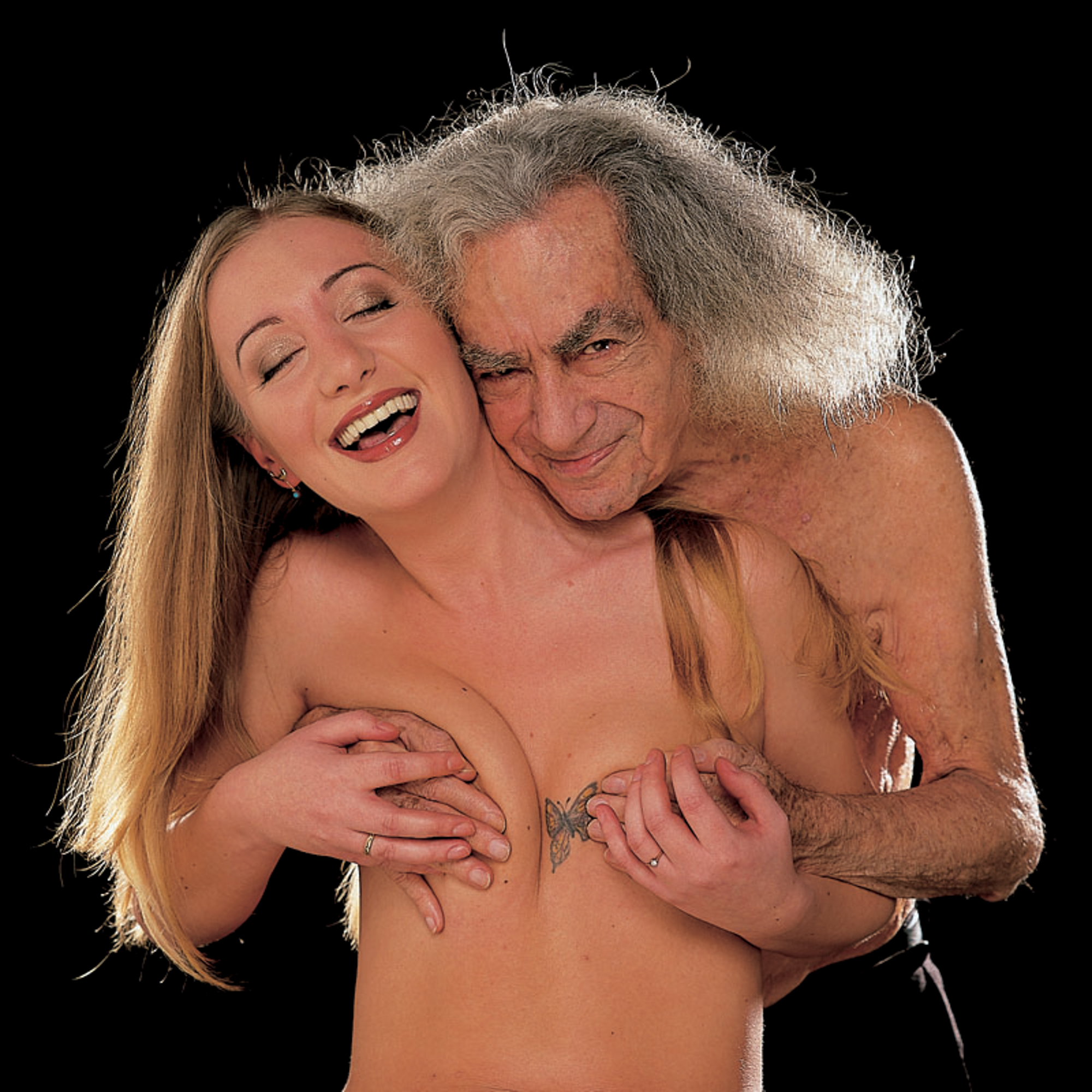
György Faludy avec sa quatrième épouse.

En 1987, les éditions clandestines de Hongrie AB Független Kiadó publient en hongrois Les Beaux jours de l’enfer qui circule en samizdat. En 1988, deux cinéastes de Hongrie tournent avec lui à Dubrovnik un film documentaire biographique, qui s’avérera être l’un des éléments préparant le changement de régime de 1989. La même année, Faludy retourne en Hongrie. Entre 1991 et 1996, il collabore au journal Magyar Hírlap. On publie ses volumes interdits jusqu’alors, ainsi que de nouveaux volumes de vers et de traductions. Il est récompensé de nombreuses distinctions, parmi lesquelles le Prix Kossuth (1994), le titre de Citoyen d’honneur de Budapest (1996), le Prix commémoratif Joseph Pulitzer (1998) et le prix Aranytoll (« Plume d’or ») de l’Union nationale des journalistes (2000). En 1998, il est membre fondateur de l’Académie littéraire numérique du Musée littéraire Petőfi (hu), qui publie la plupart de ses œuvres en accès libre. En 2002, il épouse Fanny Kovács, une vedette médiatique de 65 ans sa cadette, et se sépare d’Eric Johnson. À partir de 2005, il publie constamment dans la revue en hongrois Irodalmi Jelen (« Présent littéraire ») d’Arad (Roumanie), où paraît le dernier écrit de son vivant. Il meurt en 2006 avant la publication de son troisième écrit autobiographique, A pokol tornácán (« Sur la véranda de l’enfer »). La même année, le square près du logement de Faludy à Toronto reçoit le nom George Faludy Place.

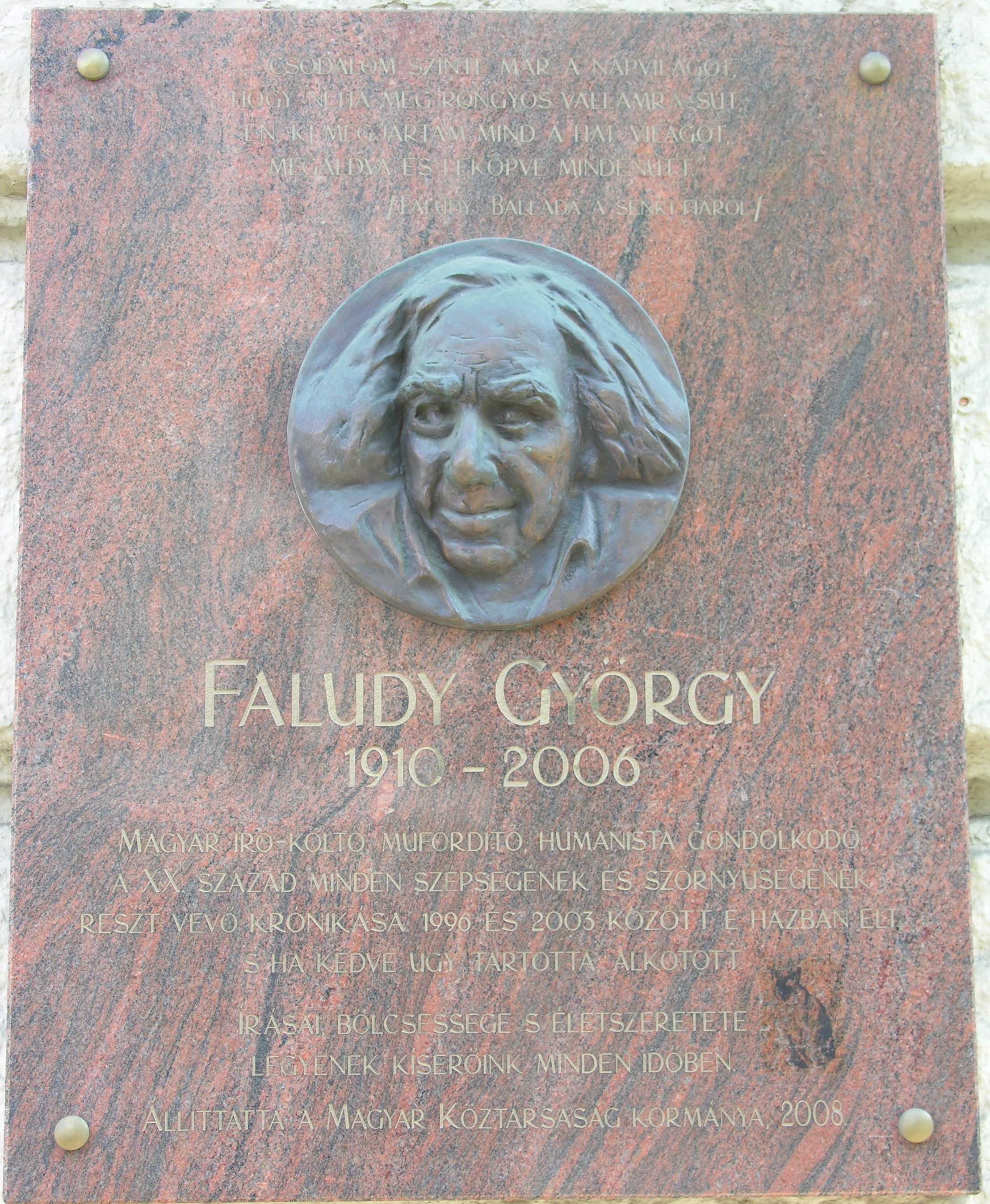
Plaque commémorative au premier domicile de György Faludy.

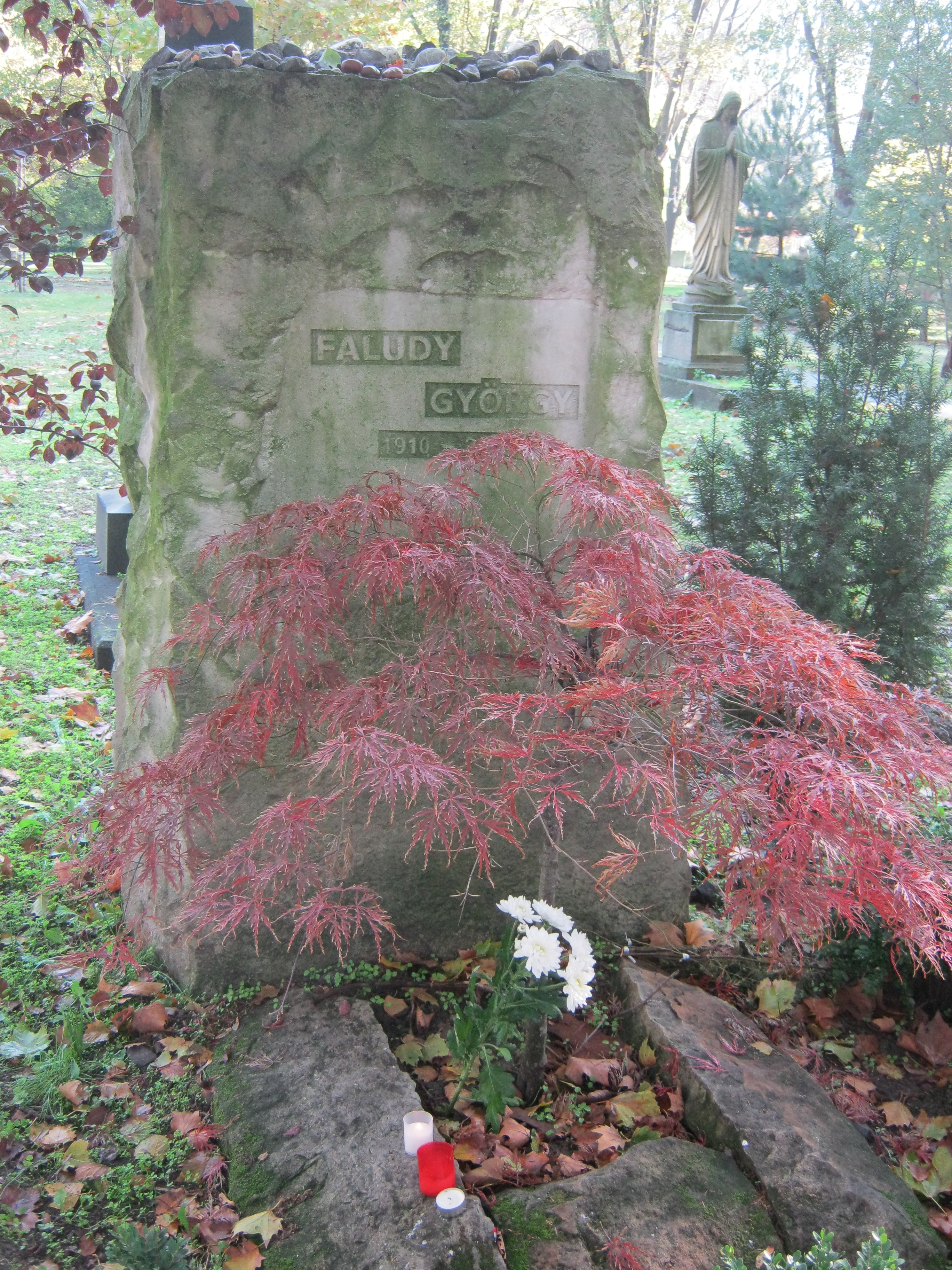
Sépulture de György Faludy.

## Œuvres[7]

### Anthumes
- 1937
  - (hu) Heinrich Heine, Németország (« Allemagne »), Cluj, Korunk (transpositions poétiques)
  - (hu) François Villon balladái (« Les Ballades de François Villon »), Budapest, Officina (transpositions poétiques)
- 1938
  - (hu) A pompeji strázsán (« De garde à Pompéi »), Officina (poèmes)
  - (hu) Dicsértessék. A katolikus líra remekei (« Laudetur. Chefs-d’œuvre de la poésie lyrique catholique »), Budapest, Singer et Wolfner (traductions)
  - (hu) Európai költők antológiája (« Anthologie des poètes européens »), Budapest, Cserépfalvi
- 1946 – (hu) A felszabadultak az elnyomottakért (« Les délivrés pour les opprimés »), Budapest, Parti social-démocrate (album commémoratif en soutien au mouvement de résistance d’Espagne)
- 1947 – (hu) Őszi harmat után (« Après la rosée d’automne »), Officina (poèmes)
- 1948 – (hu) Rabelais Pantagruelje (« Pantagruel de Rabelais »), Cserépfalvi (traduction)
- 1957 – (de) Tragödie eines Volkes (« Tragédie d’un peuple »), Vienne, Europa Verlag (histoire de la Hongrie jusqu’à la Révolution de 1956, en collaboration avec Mária Tatár (pseudonyme de Zsuzsanna Faludy) et György Pálóczi-Horváth (hu))
- 1961 – (hu) Emlékkönyv a rőt Bizáncról (« Livre de souvenirs sur Byzance la rousse »), Londres, Magyar Könyves Céh (poèmes)
- 1962 – (en) My Happy Days in Hell, traduction de Kathleen Szász, Londres, André Deutsch
- 1966 – (en) Karoton, traduction de Flora Papastavrou, Londres, Eyre and Spottiswoode (roman)
- 1970 – (en) Erasmus of Rotterdam (« Érasme de Rotterdam »), traduction d’Eric Johnson, Londres, Eyre and Spottiswoode (roman)
- 1975
  - (hu) Levelek az utókorhoz (« Lettres à la postérité »), Toronto, Institut Marsile Ficin
  - (hu) Ballada a senki fiáról. Villon-átköltés (« Ballade du fils de personne. Transposition poétique d’après Villon »), Novi Sad, Udruženje Kolekcionara Jugoslavije
- 1983
  - (en) Learn This Poem of Mine by Heart. Sixty Poems and One Speech (« Apprends ce poème par cœur. Soixante poèmes et un discours »), traduction de John Robert Colombo, Toronto, Hounslow Press
  - (en) Twelve Sonets (« Douze sonnets »), traduction de Robin Skelton, Victoria (Colombie-Britannique), Pharos Press
  - (hu) – Börtönversek. 1949–52. Az ÁVÓ pincéjében és Recsken (« Poèmes de prison. 1949-52. Dans les caves de l’ÁVH et à Recsk »), Munich, Association Recsk
- 1985 – (en) Ballad for Isabelle, traduction de Robin Skelton, White Rock (Colombie-Britannique), White Rino Press
- 1987 – (hu + en) Hullák, kamaszok, tücsökzene – Corpses, Brats and Cricket Music (« Cadavres, adolescents, musique de criquets »), traduction en anglais de Robin Skelton, Vancouver, Tanks (poèmes en édition bilingue)
- 1988
  - (en) Notes from the Rainforest (« Notes de la jungle »), Toronto, Hounslow Press (essais, en collaboration avec Eric Johnson)
  - (hu) Test és lélek. A világlíra 1400 gyöngyszeme (« Corps et âme. 1400 perles de la poésie lyrique du monde »), Budapest, Magyar Világ
- 1989 – (hu) Börtönversek. 1950–53. Az ÁVÓ pincéjében és Recsken. A szenvedés ábécéje (« Poèmes de prison. 1950-53. Dans les caves de l’ÁVH et à Recsk. Abécé de la souffrance »), Magyar Világ
- 1990
  - (hu) 200 szonett (« 200 sonnets »), Magyar Világ
  - (hu) Erotikus versek. A világlíra 50 gyöngyszeme (« Poèmes érotiques. 50 perles de la poésie lyrique du monde »), Magyar Világ
- 1994 – (hu) Jegyzetek a kor margójára (« Notes en marge de l’époque »), Magyar Világ (articles)
- 1995 – (hu) 100 könnyű szonett (« 100 sonnets légers »), Magyar Világ
- 1998
  - (hu) Vitorlán Kekovába (« À voile à Kekova »), Magyar Világ (poèmes)
  - (hu) Jean de La Fontaine, Állatmesék (« Fables »), Budapest, Glória
- 2000
  - (hu) Pokolbeli napjaim után (« Après mes jours en enfer »), Magyar Világ (écrit autobiographique)
  - (hu) Kínai költészet (« Poésie chinoise »), Glória
  - (hu) Japán költészet (« Poésie japonaise »), Glória
- 2001
  - (hu) Görög költészet (« Poésie grecque »), Glória
  - (hu) Latin költészet (« Poésie latine »), Glória
  - (hu) Limerickek (« Limericks »), Glória
  - (hu) Longus, Daphnisz és Chloé (Daphnis et Chloé), Glória (traduction et un poème de Faludy)
- 2002
  - (hu) Középkori költészet (« Poésie du Moyen Âge »), Glória
  - (hu) Perzsa költészet (« Poésie persane »), Glória
  - (hu) Európai gyöngyszemek (« Perles européennes »), Magyar Világ (traductions des années 1930)
  - (hu) A szerelem jogán (« Le droit à l’amour »), Pilisszentiván, Forever (poèmes, en collaboration avec Fanny Kovács)
  - (hu) Viharos évszázad (« Siècle tempétueux »), Forever (poèmes)
  - (hu) Pétrone, Satyricon, Glória
- 2003 – (hu) Reneszánsz költészet (« Poésie de la Renaissance »), Glória
- 2004
  - (hu) Barokk költészet (« Poésie baroque »), Glória
  - (hu) Testek vonzásában. A világirodalom legszebb erotikus versei (« Dans l’attraction des corps. Les plus beaux poèmes érotiques de la littérature universelle »), Glória

### Posthumes
- 2006
  - (hu) A Pokol tornácán (« Sur la véranda de l’enfer »), Pécs, Alexandra (écrit autobiographique)
  - (hu) Gondolatok és portrék, Máraira hangolva (« Pensées et portraits, accordés à Márai »), Attila Vincze (dir.), Budapest, Urbis (en collaboration avec Mária Szepes
- 2007
  - (hu) Pokolbeli víg óráink. Újabb beszélgetések Faludy Györggyel (« Nos heures joyeuses en enfer. Nouveaux entretiens avec György Faludy »), Alexandra
  - (hu) Jegyzetek az idő sodrában (« Notes dans le courant du temps »), Alexandra (articles)

### En d’autres langues
Hormis les œuvres écrites en hongrois et parus d’abord en traduction anglaise, sont parus traduits en d’autres langues :
- (da) Myne lykkelige Dage i Helvede (« Les Beaux jours de l’enfer »), traduction de Lotte Eskelung, Copenhague, Forlaget Fremad, 1964
- (de) Heitere Tage in der Hölle (« Les beaux jours de l’enfer »), traduction de Hans Wagenseil, Munich, Rütten und Loening, 1964
- (fr) Les Beaux jours de l’enfer, traduction de László Gara, Paris, John Didier, 1965
- (de) Erasmus von Rotterdam, traduction de Walter Seib et Waltraut Engel, Francfort-sur-le-Main, Societäts Verlag, 1973

## Lecture supplémentaire
- (en) « Author's page. György FALUDY (1910-2006) », sur hunlit.hu, Musée littéraire Petőfi, 1er février 2019 (consulté le 29 avril 2023)
- (en) Dobszay, János, « Literature will not survive the 21st century », sur hvg.hu, Heti Világgazdaság, 6 juin 2006 (consulté le 28 août 2021)
- (en) « György Faludy », European Cultural Review, no 14,‎ 2004 (lire en ligne, consulté le 28 août 2021)